# 李天根
李天根（？—？），一名本，字大木，號雲墟散人，清代史学家。
先世江蘇江陰人，明亡移居無錫。布衣詩人李崧之子。李天根之生卒年不詳，擅长绘画和戏曲创作。入清不應科舉。乾隆二年，访沈德潜，求其为父撰墓志。清乾隆十二年至十三年間輯有《爝火錄》三十二卷，「附記」一卷。該書用編年體形式，排日編纂，以《明史》为经，摭拾《江南通志》、《山东通志》等各省通志，載甲申以后（1644年）南明福、潞、唐、桂、鲁诸王事蹟，止於康熙元年（1662年）十一月二十三日魯王薨於金門。另有《云墟小稿》、《艳雪词》等。剧作有传奇《紫金环》、《白头花烛》、《颠倒鸳鸯》三种。